# Sciota adelphella
Sciota adelphella là một loài bướm đêm thuộc họ Pyralidae. Nó được tìm thấy ở châu Âu.
Sải cánh dài 20–24 mm. Con trưởng thành bay làm một đợt from giữa tháng 6 đến tháng 8 .
Sâu bướm ăn các loài Populus alba, Salix alba và Salix repens.